# Takatāpui
Takatāpui (també escrit takataapui) és un terme te reo Māori (llengua maori), que s'utilitza de manera similar a LGBTQI+. Quan es parla en te reo Māori, les persones LGBTQI+ de qualsevol cultura es coneix com a Takatāpui. En altres idiomes, una persona Takatāpui és un individu maori que és lesbiana, gai, bisexual o transgènere (LGBT).
Tradicionalment, Takatāpui es referia a una parella devota del mateix sexe. En ús contemporani, Takatāpui s’utilitza en resposta a la construcció occidental de «sexualitat, gènere i expressions d’identitat corresponents» (identitat de gènere i identitat sexual). Els identificadors de gènere māori (wāhine, tāne) i els rols de gènere (protocols marae, participació en la guerra, els modes de vestir i la col·locació de Tā moko) van existir abans i fora de la influència occidental. El terme Takatāpui inclou no només aspectes de la sexualitat, sinó també la identitat cultural. Takatāpui incorpora tant un sentiment d’identitat indígena i comunica l'orientació sexual; s’ha convertit en un terme genèric per construir la solidaritat entre les minories de sexualitat i de gènere dins de les comunitats māoris.
Takatāpui no és un nou terme, però l’aplicació d’aquest és recent. El Dictionary of the Māori Language (Diccionari de la llengua māori, recopilat per primera vegada pel missioner Herbert Williams el 1832) assenyala la definició com a «company íntim del mateix sexe». Després d’un llarg període de desús, hi ha hagut un ressorgiment a partir de la dècada del 1980 com a una etiqueta per descriure un individu que és māori i no heterosexual. Es va trobar que la paraula Takatāpui existia a la Nova Zelanda pre-colonial per descriure les relacions entre persones del mateix sexe. L’existència d’aquesta paraula repudia l’argument conservador māori que l'homosexualitat no existia a la societat māori abans de l’arribada dels europeus.

## Hinemoa i Tutānekai
El relat clàssic i primer dels orígens dels déus i els primers éssers humans es troba en un manuscrit titulat Nga Tama A Rangi (Els fills del cel), escrit el 1849 per Wī Maihi te rangikāheke, de la tribu Ngāti Rangiwewehi de Rotorua. El manuscrit «dóna un relat clar i sistemàtic de les creences i creences religioses māori sobre l’origen de molts fenòmens naturals, la creació de la dona, l’origen de la mort i la pesca. Cap altra versió d’aquest mite es presenta d’una manera tan connectada i sistemàtica, però tots els esdeveniments inicials, des de qualsevol àrea o tribu, confirmen la validesa general de la versió de Rangikāheke. Comença de la manera següent: Amics meus, escolteu-me!. El poble māori prové d’una única font, és a dir, el Gran-cel-que-es-troba-a-sobre, i la terra-que-es-troba-avall. Segons els europeus, Déu va fer el cel i la terra i totes les coses. Segons els māoris, el cel (rangi) i la terra (papa) són ells mateixos la font ».
Una de les grans històries d’amor del món māori és la llegenda de la princesa Hinemoa i el jove Tūtānekai. La història continua sent popular i es recorda en cançons, pel·lícules, teatre cultural i dansa. En llegir la versió original de Te Rangikāheke en māori, Ngahuia Te Awekotuku va trobar que Tūtānekai tenia un amic masculí (hoa takatāpui), anomenat Tiki, i Tūtānekai «no es va quedar tant impressionat per Hinemoa com la narració victoriana romàntica havia descrit». Després que Tūtānekai es va unir amb Hinemoa, Tiki es va entristir molt per la pèrdua del seu hoa takatāpui. Tūtānekai, sentint-se molt trist també, va decidir que la seva germana petita es casés amb Tiki per consolar-lo. Si bé ningú no pot dir que Tūtānekai i Tiki estaven implicats sexualment, la seva relació es va acceptar per ser íntima més enllà de la mera amistat, i la història il·lustra el concepte que takatāpui en la vida tradicional de māori no era exactament la mateixa que les construccions de l'homosexualitat contemporània a les societats occidentals.

## Usos
Un dels primers usos contemporanis de «takatāpui» va ser un informe a la Comissió de Salut Pública per Neewini i Sheridan (1994), que utilitzaven el terme per abastar homes gai māori i homes que tenen relacions sexuals amb homes però que no s’identifiquen com a gai. L’ús històric del terme pot no correspondre amb la comprensió contemporània de les identitats LGBTQI+, mentre que la informació sobre la sexualitat no heterosexual i les variacions dels rols de gènere tal com els entenem avui ha estat substancialment erradicada per la moral victoriana aportada pels colonitzadors i els missioners cristians. Tot i que circumstancial, hi ha algunes proves que takatāpui vivia sense discriminació en època preeuropea.
Algunes persones LGBTQI+ māori contemporànies utilitzen els termes «gai» i «lesbianes» per conveniència, mentre que d'altres s’autoidentifiquen com a takatāpui per resistir la colonització de les seves identitats i cossos «que negarien l’accés a un coneixement ancestral important». Alguns utilitzen els dos termes segons el context. L'ús de takatāpui per identificar-se requereix l'acceptació d'un mateix com a māori i alhora com a LGBTQI+. Aproximadament una cinquena part de māori són joves, però el sistema educatiu estatal no preveu explícitament explorar les múltiples identitats. Els rols espirituals i socials tradicionals que takatāpui ha tingut en les societats māoris històriques no s’incorporen fàcilment als plans d’ensenyament i, malgrat un mandat del 2002 del Ministeri d’Educació, hi ha una «absència a l’engròs de currículums de sexualitat culturalment adequats a les escoles per a māoris».
Els derivats de takatāpui inclouen takatāpui kaharua (bisexual), takatāpui wahine (lesbiana), takatāpui wahine ki tāne (home transgènere) i takatāpui tāne ki wahine (dona transgènere).Takatāpui serveix de terme genèric per a totes aquestes identitats.